# Органы правопорядка США

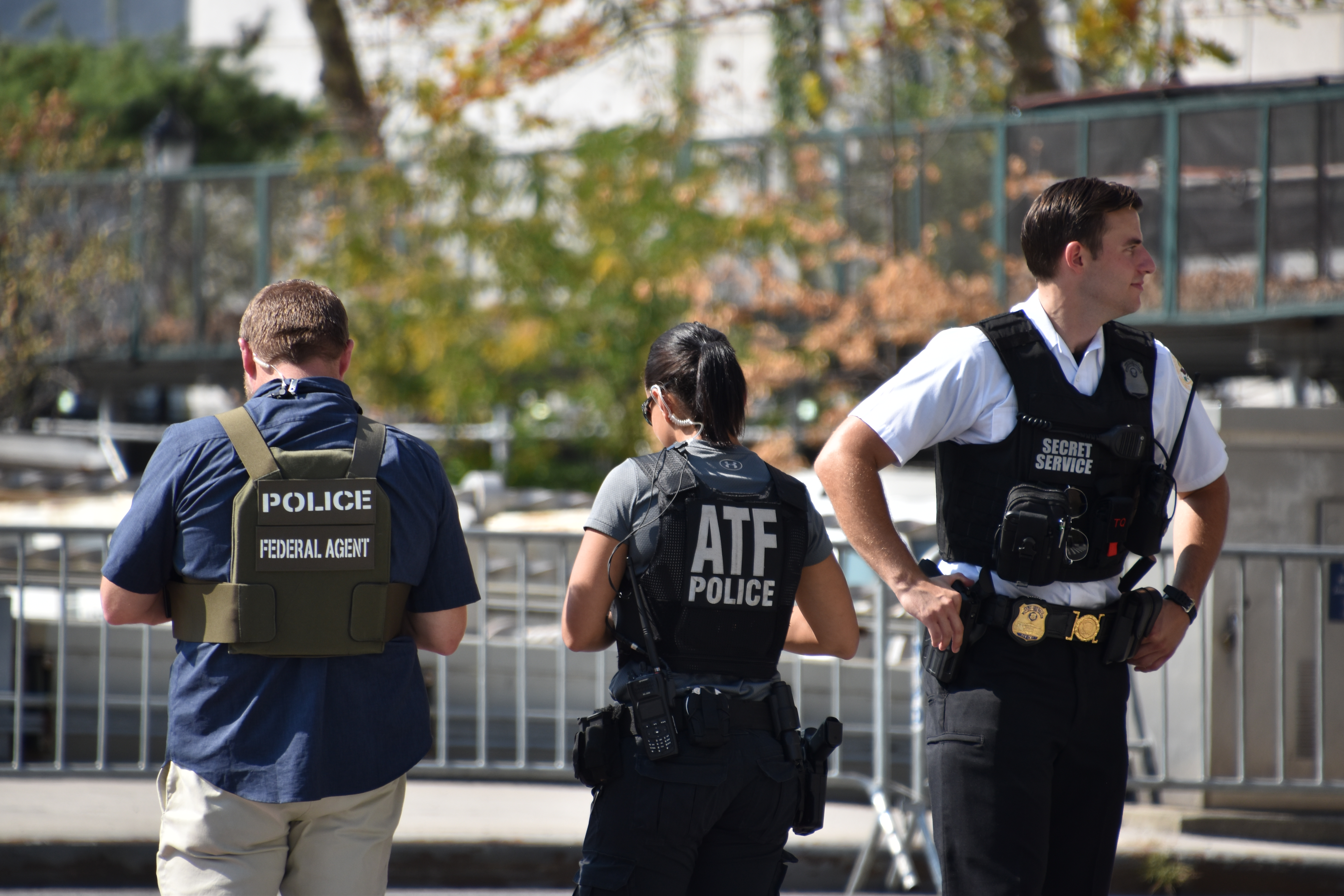
Слева направо сотрудники: Дипломатической службы безопасности Госдепартамента США, Бюро алкоголя, табака, огнестрельного оружия и взрывчатых веществ и Секретной службы США, обеспечивающие безопасность Генеральной Ассамблеи ООН в Нью-Йорке, сентябрь 2019 года

Органы правопорядка США — один из видов самостоятельной и независимой власти в штатах США, представляющий собой совокупность организационно-функциональных механизмов государственного характера для реализации целей и задач государственной политики, закреплённых в законодательных актах штатов США.
В отличие от большинства государств, в США нет единого полицейского управления; следовательно, термин «полиция США» употребляется неофициально и неправильно. Вместо этого, каждый штат федерации, а также — каждый крупный город, а иногда и более мелкий населённый пункт, имеет своё полицейское ведомство, независимое от других. Собственные полицейские ведомства могут иметься также при крупных транспортных предприятиях.
В английском языке за названием cop (рус. коп) закрепилось популярное в США прозвище полицейских (аналог русского «мент»).

## История

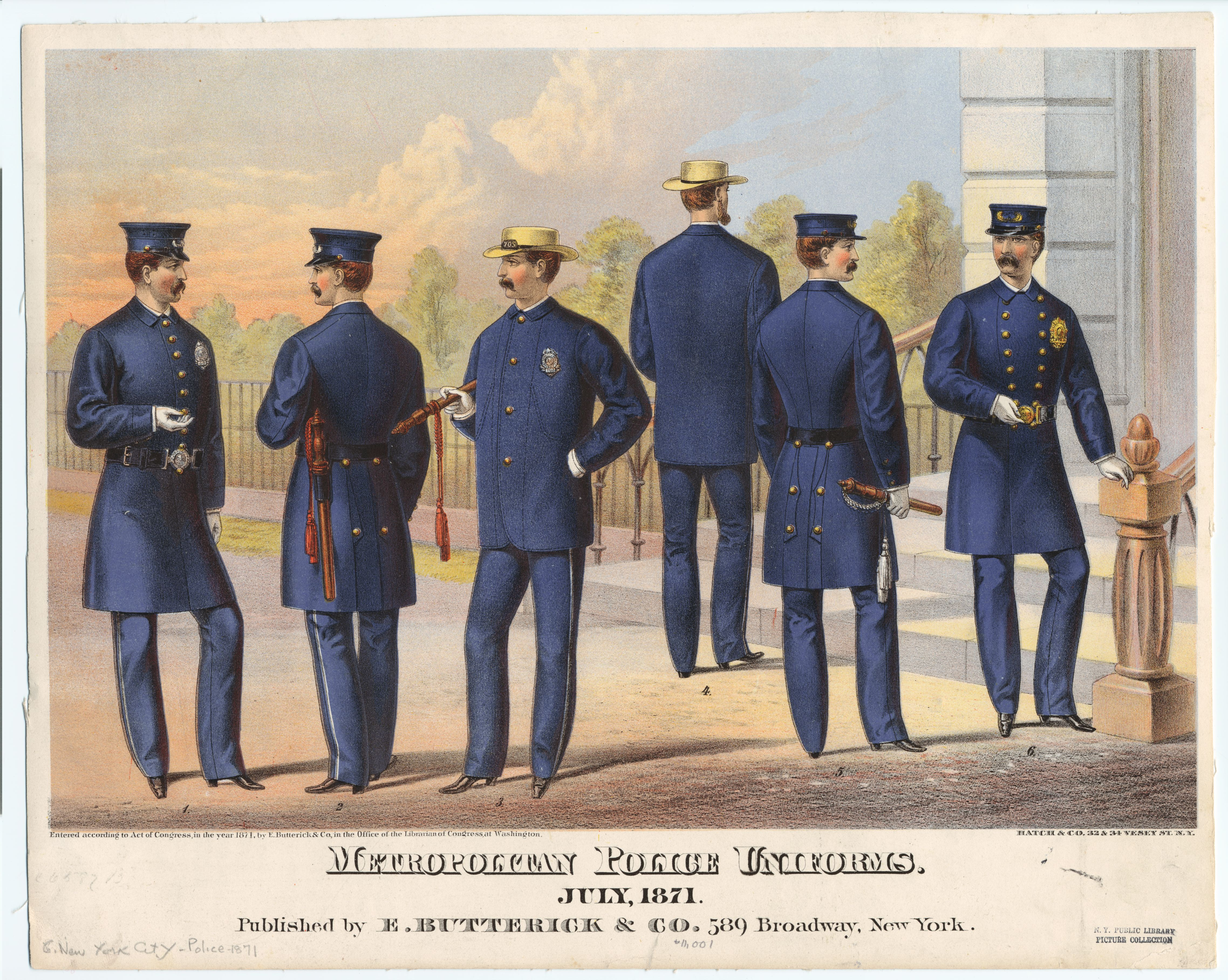
Формы одежды полицейских города Нью-Йорка в 1871 году.

Полицейская система США возникала под влиянием демократических идей Декларации независимости 1776 года и принципов Конституции 1787 года.
В США три уровня государственной власти: федеральная, штата и местная, причём власти штатов и местные органы изначально пользовались значительной самостоятельностью.
К началу XX столетия в США сложилась следующая система органов полиции:
1. Полицейские организации в городах и посёлках.
2. Шерифы и возглавляемые ими агентства в округах[2].
3. Полицейские формирования штатов.
4. Полицейские организации федерального правительства, входившие в министерства юстиции, почт, казначейства, внутренних дел, обороны и других.

В США первый постоянный полицейский департамент был образован в 1845 году в Нью-Йорке (Департамент полиции города Нью-Йорка).

## Структура полиции

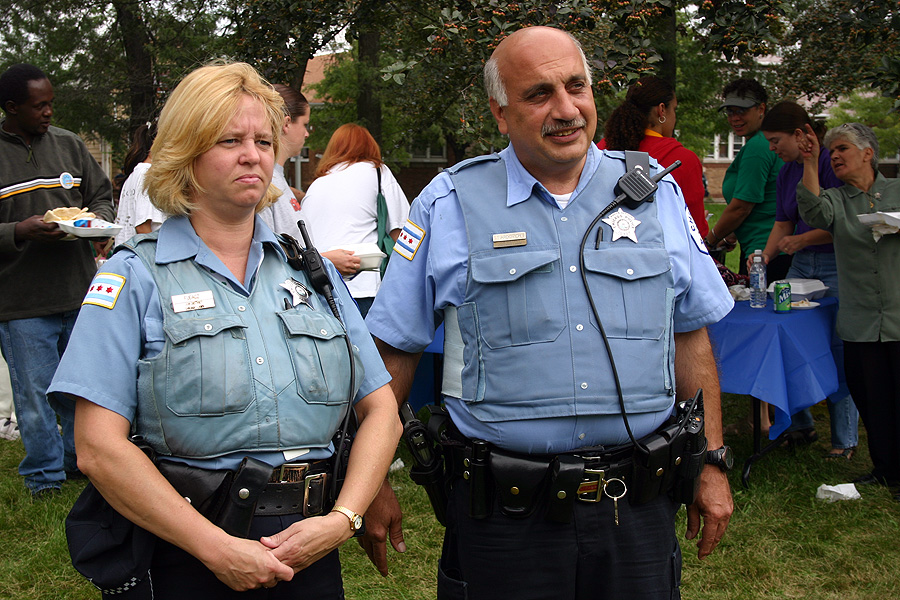
Сотрудники полиции Чикаго

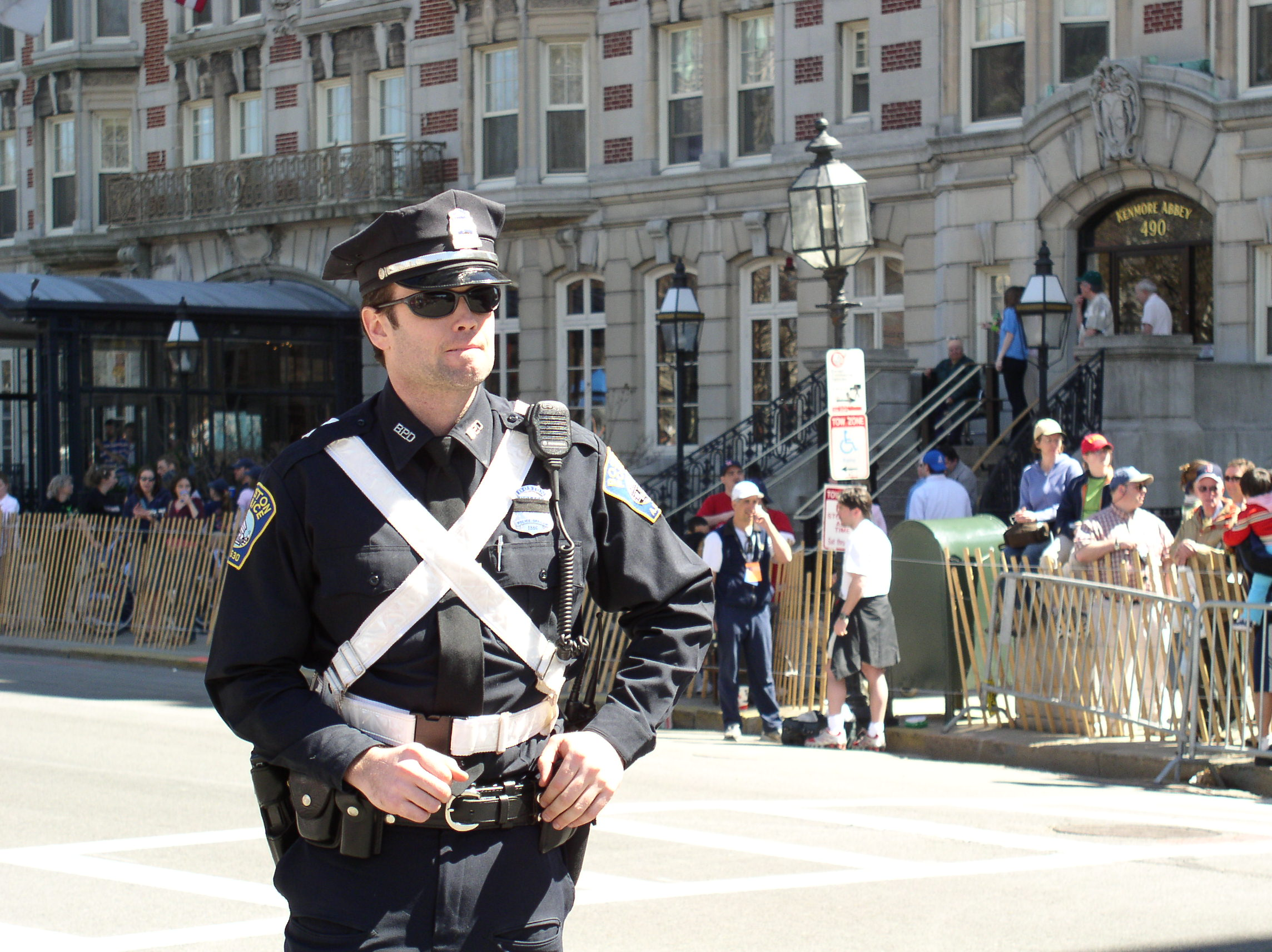
Полицейский города Бостон на дежурстве.

В США есть федеральные правоохранительные ведомства, которые расследуют федеральные преступления (ФБР, Управление по борьбе с наркотиками, Бюро алкоголя, табака, огнестрельного оружия и взрывчатых веществ, Секретная служба, федеральные маршалы, Иммиграционная и таможенная полиция США и некоторые другие). Всего в 2008 году насчитывалось 120 000 федеральных государственных служащих, обладающих правом на постоянное ношение оружия и правом производить аресты. Из них 40 % занимались расследованием преступлений, 22 % несли патрульно-постовую службу, 18 % были заняты в тюремной системе, 14 % занимались расследованиями и инспекциями, не связанными с преступлениями, 4 % занимались обеспечением деятельности судов, 1 % занимался обеспечением безопасности и защиты.
Но основная нагрузка приходится на полицию штатов и городов. Начальник местного полицейского органа — комиссар, суперинтендант или шеф полиции — обычно назначается мэром, главой города или местным законодательным органом, а иногда выбирается путём всенародного голосования.
Полицейский в США не обязан показывать своё удостоверение, но обязан показать жетон, а желательно жетон должен быть всегда на видном месте.
На уровне округа глава полицейского управления обычно носит название «шериф». Шерифы почти повсеместно избираются на эту должность и получают право назначать заместителей. Администрация шерифа также занимается содержанием окружной тюрьмы и обеспечением безопасности зала суда.

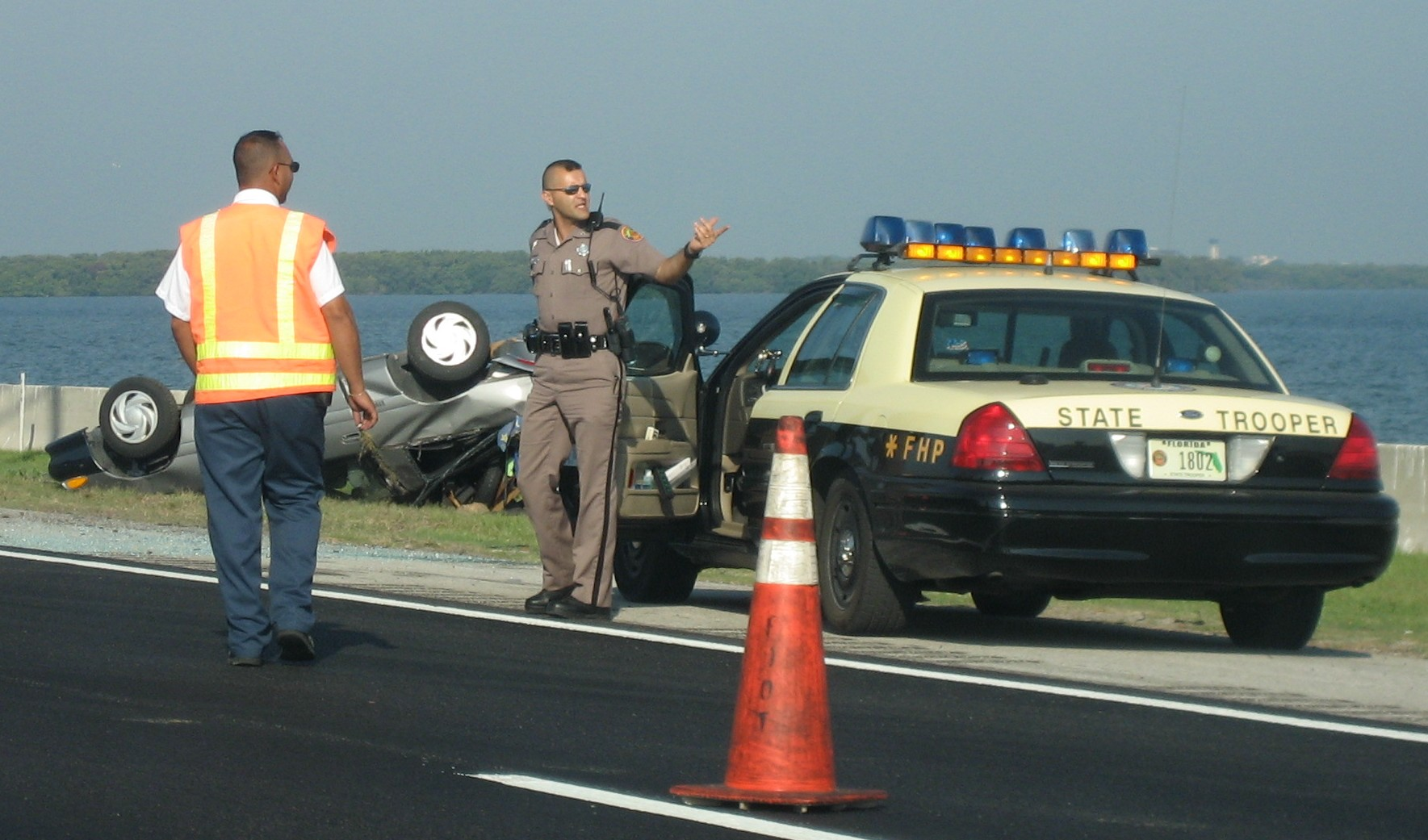
Сотрудник дорожной полиции Флориды на месте ДТП

Всего, по данным на 2013 год, в США было около 60 000 сотрудников полиции штатов (включая сотрудников дорожной полиции), около 180 000 сотрудников полиции округов и около 450 000 сотрудников полиции органов местного самоуправления. Кроме этого, следует также учитывать на уровне штатов полицейские органы со специальной юрисдикцией — транзитная полиция, портовые власти, полиция аэропортов, университетская полиция, экологическая полиция (conservation officers/parks and recreation officers), органы расследования преступлений, специальные полицейские силы (например, органы по контролю за алкоголем, азартными играми, сельскохозяйственная полиция) — с численностью личного состава около 69 650 сотрудников. ФБР рекомендует иметь 2,4 сотрудника полиции на 1000 жителей, однако традиционная норма составляет 1 сотрудника на 1000 жителей.

## Полномочия полиции
Законодательством США полномочия полиции определены как права, переданные государством или муниципальным правительством для осуществления законодательного регулирования гражданских интересов, защиты безопасности, здоровья, и всего, что касается граждан, а также для проведения превентивной деятельности в отношении уголовных преступлений, массовых выступлений и беспорядков, связанных с ними.

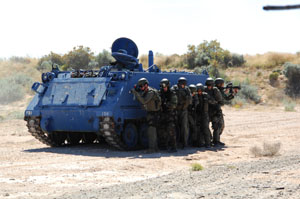
Тренировка отряда SWAT ФБР
на спец. полигоне

Точный круг полномочий полиции очень труден для определения, поскольку он постоянно пополняется в связи с развитием уровня общественной жизни, технологии, появлением новых государственных органов или реорганизацией таковых.
Правила применения силы сотрудниками полиции США формализованы в виде классификаций уровней силового воздействия и уровней сопротивления субъектов применения силы. Разработанные в 1980-х годах, эти правила послужили основой для аналогичных норм во многих странах.

## Подразделения специального назначения
Современные полицейские формирования нередко включают в свой состав подразделения специального назначения для решения проблем специфического характера (например, подразделения SWAT).

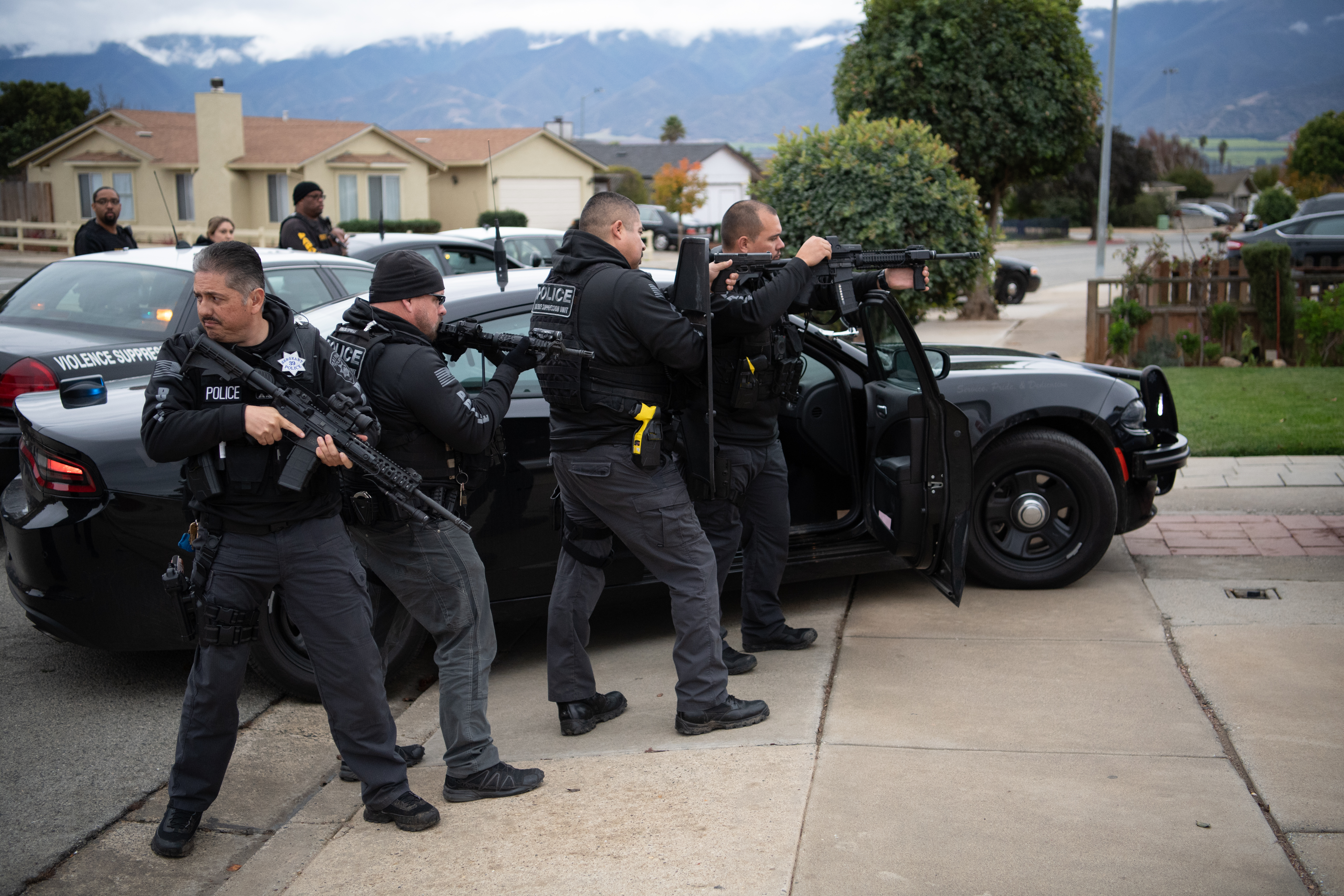
Отряд полиции округа Салинас (Калифорния) в 2018 году

В большинстве американских городов тактические подразделения специально обучены и экипированы для предотвращения массовых беспорядков и поддержания порядка в экстренных ситуациях. В состоянии постоянной готовности находятся сапёрные бригады, используемые для разминирования и обезвреживания взрывных устройств. Например, сапёрная бригада департамента полиции города Нью-Йорка широко известна своей оперативной работой в области расследования и предотвращения террористических акций с использованием взрывных устройств.

## Система званий
- В США звания не присваивают по выслуге лет или по определённым заслугам, при поступлении в полицию человек получает звание «офицер» («officer»), которое является самым младшим и около 90 % полицейских так и уходят с ним на пенсию.
- Звание «детектив» — это младшее звание, которое по статусу равно званию офицера. Детективы бывают 3 классов, однако при этом по статусу они равны (классы нужны, чтобы показать, насколько давно детектив работает в полиции и какой у него послужной список).
- Звание сержанта получают сотрудники полиции, работающие в звании «офицер» не меньше 3-5 лет и сдавшие экзамены. Дальше следует звание лейтенанта, капитана.
- Системы званий в разных штатах отличаются, однако например, в департаменте полиции Нью-Йорка система следует так: офицер/детектив, сержант, лейтенант, капитан, инспектор, шеф (1, 2, 3-звёздный), шеф полиции, помощник комиссара, комиссар. Однако в некоторых штатах и управлениях могут быть промежуточные звания или звания могут называться по-другому, а два высших звания занимают гражданские лица, назначенные мэром города или губернатором штата.

## Требования к кандидату для службы в полиции
1. гражданство США или постоянное резидентство[4];
2. возраст более 18 лет (в некоторых штатах более 21 года)[5];
3. физическая подготовка;
4. отсутствие правонарушений;
5. успешное прохождение медицинского осмотра и психологического тестирования;
6. наличие среднего образования;
7. прохождение школы полиции или служба в ВС США.

Некоторые департаменты могут иметь дополнительные критерии и требования, в зависимости от штата.

## Льготы за работу
- Многим полицейским предоставляется медицинское страхование для себя и членов их семей. Это может включать покрытие медицинских расходов, лекарств и процедур[5].
- Полицейские могут иметь право носить оружие в повседневной жизни и получать скидки или особые предложения от различных организаций.
- Некоторым полицейским предоставляется страхование жизни, которое обеспечивает финансовую защиту для семьи в случае их смерти.
- Полицейским часто предоставляется возможность профессионального обучения.

## Особенности
- В США нет закона, требующего привлечения понятых, как независимых наблюдателей при обыске. Показания полицейских исходят на доверии, однако в случае, если ложь вскроется, проводивших обыск полицейских ждёт весьма суровое наказание, вплоть до уголовной ответственности.
- Первый письменный нормативный акт, регулирующий деятельность полиции, появился в 1972 году, а общего правового стандарта полиции на федеральном уровне не существовало вплоть до 1980-х годов.[7]